# جون مكاي (سياسي)
جون مكاي هو محامي وسياسي كندي، ولد في 21 مارس 1948 في تورونتو في كندا. حزبياً، نشط في الحزب الليبرالي الكندي. وقد انتخب عضو مجلس العموم الكندي عن دائرة Scarborough—Guildwood (federal electoral district) ‏ وقد انضم خلال فترته النيابية ‏  للكتلة البرلمانية الحزب الليبرالي الكندي.